# Agada
Agada é um gênero da tribo Callidiini. Compreende apenas duas espécies, com distribuição em Madagáscar e Camarões.

## Espécies
- Agada clavicornis (Fairmaire, 1892)
- Agada mirei (Breuning, 1977)